# Monument aux femmes de la Seconde Guerre mondiale

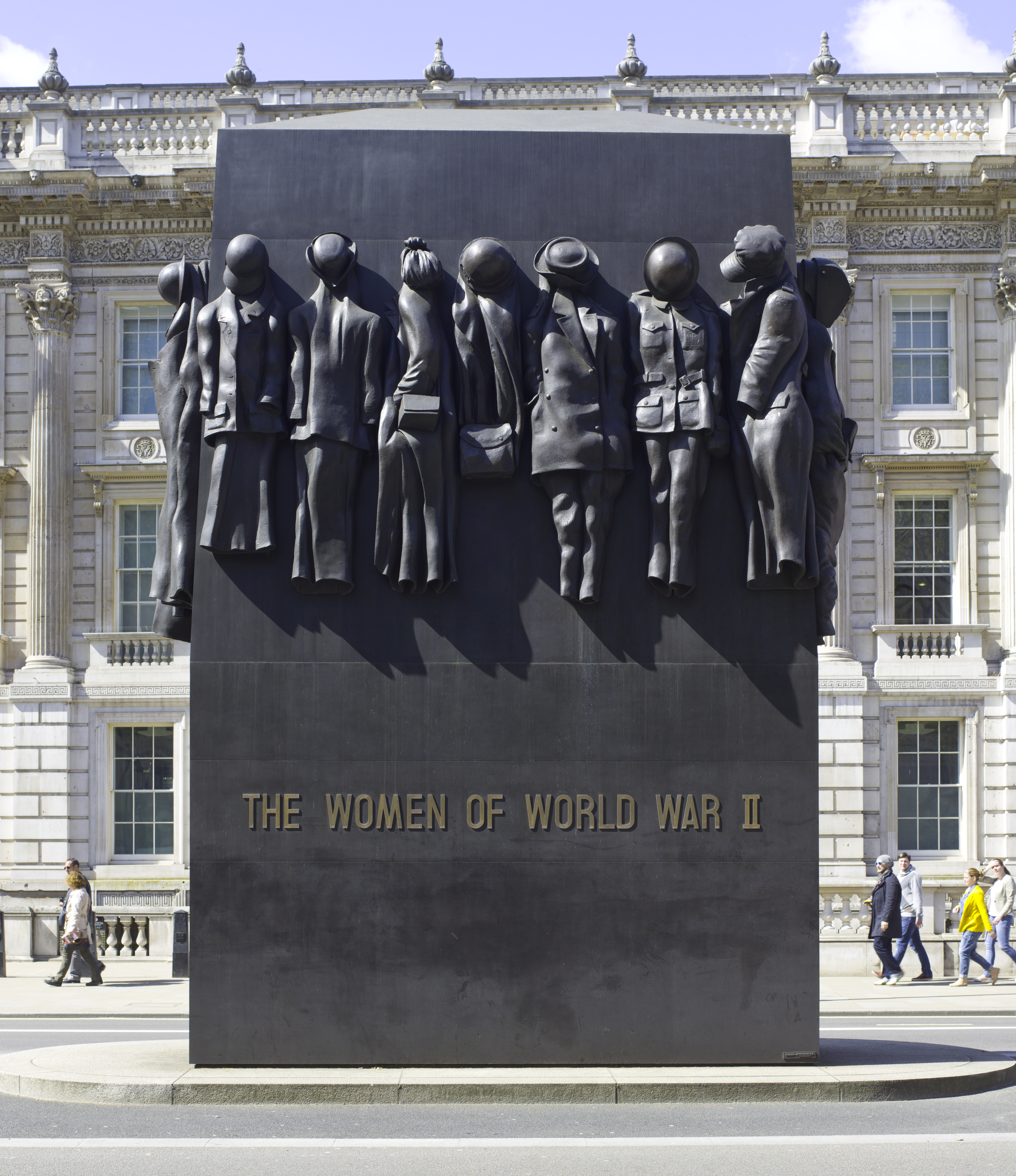
Monument aux femmes de la Seconde Guerre mondiale.

Le Monument aux femmes de la Seconde Guerre mondiale (en anglais : Monument to the Women of World War II) est un monument situé à Whitehall, près du Cénotaphe, à Londres.
Il rend hommage aux femmes qui ont participé à l'effort de guerre lors de la Seconde Guerre mondiale en prenant des travaux de leurs hommes.
Conçu par John W. Mills (en), il a été inauguré en présence d'Élisabeth II en juillet 2005. Il se compose de différents uniformes de travailleurs.